# Regina Volpato
Regina Paula Volpato Rennó (São José do Rio Preto, 6 de março de 1968) é uma jornalista, escritora e apresentadora de televisão brasileira. Apresentou os programas Casos de Família e Mulheres. Em 2024, começou a apresentar o programa Chega Mais, no SBT, no qual dividia o comando com Michelle Barros e Paulo Mathias, porém a revista eletrônica acabou sendo extinta em dezembro de 2024.

## Carreira
Volpato se formou em Comunicação Social com habilitação em Relações Públicas na Escola de Comunicação e Artes (ECA) da USP em 1989. Em 1990, Regina iniciou sua carreira na Fundação Roberto Marinho como jornalista. Entre 1995 e 1996, apresentou o programete Click Musical, na TV Globo, dividindo a função com o surfista Tiago Brant.
Em 1998, foi contratada pela Band como repórter e em 2001, com a fundação do canal BandNews, migrou para a nova emissora, onde se tornou apresentadora do telejornal matutino.
Em 2004, ganhou projeção nacional ao ser contratada como apresentadora da primeira fase do Casos de Família. Em 2009 decidiu deixar a emissora por ser contra a reformulação que o programa passaria, trocando o tom de debate familiar com auxílio de psicólogos, sem histeria, para um formato considerado mais "sensacionalista" pela imprensa, utilizando a história das famílias de forma mais exposta e sem intenção de resolvê-los (estilo baixaria).
Em 28 de julho de 2011 assinou contrato com a RedeTV!, onde apresentou Manhã Maior ao lado de Daniela Albuquerque até 2012. Entre 2012 e 2013 comandou o jornalístico Se Liga Brasil, exibido todas as manhãs pelo mesmo canal.
Em 2016, a jornalista criou um canal no YouTube, intitulado Regina Volpato, onde publica semanalmente o quadro “Prazer, eu sou”, onde entrevista pessoas autênticas, originais, inconformadas, bem humoradas, audaciosas, que conseguiram ou se dedicam à busca do empoderamento.
Em 2017, lançou seu primeiro livro de crônicas, chamado Mudar Faz Bem.
Em dezembro 2017, foi contratada pela TV Gazeta para cobrir as férias de Catia Fonseca no programa Mulheres, a partir de 8 de janeiro de 2018. Em fevereiro, devido a ida de Catia para a Band e também aos bons resultados que obteve no comando da atração durante seu contrato provisório, Regina foi efetivada como apresentadora titular do Mulheres. Ao anunciar sua contratação, a TV Gazeta também comunicou que a atração sofreria reformulações. Depois de quase 6 anos no comando no programa, em 2023 Volpato saiu da emissora após não aceitar sofrer uma redução salarial.

## Vida pessoal
Volpato foi casada durante 15 anos e da relação nasceu sua única filha, Rafaela Volpato.

## Filmografia

### Televisão
| Ano       | Título           | Cargo         | Emissora    |
| --------- | ---------------- | ------------- | ----------- |
| 1995–1996 | Click Musical    | Apresentadora | TV Globo    |
| 1998–2001 | Jornal da Band   | Repórter      | Band        |
| 2001–2003 | Jornal BandNews  | Apresentadora | BandNews TV |
| 2004–2009 | Casos de Família | Apresentadora | SBT         |
| 2011–2012 | Manhã Maior      | Apresentadora | RedeTV!     |
| 2012–2013 | Se Liga Brasil   | Apresentadora | RedeTV!     |
| 2018–2023 | Mulheres         | Apresentadora | TV Gazeta   |
| 2024      | Chega Mais       | Apresentadora | SBT         |

### Internet
| Ano           | Título               | Cargo         | Plataforma |
| ------------- | -------------------- | ------------- | ---------- |
| 2016-presente | Regina Volpato       | Apresentadora | YouTube    |
| 2022-presente | #EuAchoRV            | Apresentadora | Instagram  |
| 2022-presente | #EuAchoRV            | Apresentadora | TikTok     |
| 2024          | O Amor na Influência | Apresentadora | YouTube    |

## Prêmios e indicações
| Ano  | Prêmio                 | Categoria           | Indicação | Resultado | Ref.          |
| ---- | ---------------------- | ------------------- | --------- | --------- | ------------- |
| 2020 | Prêmio Contigo! Online | Apresentadora de TV | Mulheres  | Venceu    | [ 12 ] [ 13 ] |